# Michael Irvin
Michael Jerome Irvin (Fort Lauderdale, 5 maart 1966) is een Amerikaans voormalig Americanfootballspeler, acteur en sportcommentator. Hij speelde zijn gehele carrière (1988-1999) als wide receiver voor de Dallas Cowboys in de National Football League (NFL). Met de Dallas Cowboys wist Irvin driemaal de Super Bowl te winnen.
- Library of Congress Control Number: n96026803
- Virtual International Authority File: 43563994
- WorldCat: E39PBJpYDq7c7KWgk39xV8Qg8C